# Master (graad)
Master of magister is een graad die aangeeft dat iemand een masteropleiding heeft voltooid aan een universiteit of hogeschool.

## Geschiedenis
Master is een term die oorspronkelijk afstamt van het Latijnse woord magister, wat 'meester' of 'leider' betekent. Dit woord verbasterde in de geschiedenis tot het Italiaanse woord maestro en tot het Engelse master. In de loop van de geschiedenis heeft het woord de betekenis gekregen van "iemand die les geeft" of "de baas is". De universiteiten gebruikten het woord vroeger om een academische graad en functie aan te geven, namelijk "diegene die les mag geven". De titel magister verdween in de geschiedenis bijna in zijn geheel; alleen de titel 'meester' bleef aan de Nederlandse Universiteiten nog bestaan ter aanduiding voor een graad in de rechten (meester in de rechten). In Vlaanderen werd deze titel verder nog gebruikt in het hoger kunstonderwijs ter aanduiding van een afgeronde kunstopleiding (bijvoorbeeld: meester in de beeldende kunst, meester in de audiovisuele kunst, etc.).
In 1999 werd de Bolognaverklaring ondertekend. Deze verklaring had de intentie een Europese hogeronderwijsruimte te creëren. De praktische uitkomst hiervan was de geleidelijke invoering van de bachelor-masterstructuur (Ba-Ma) in Nederland en Vlaanderen. Op die manier tracht men de verschillende hogeronderwijsopleidingen in de deelnemende Europese landen op elkaar af te stemmen. Als gevolg van het BaMa-stelsel is de graad master weer helemaal terug.

## Masteropleiding
Een academische masteropleiding is een een- of tweejarige (en in uitzonderlijke gevallen meer dan twee jaar durende) opleiding volgens de bachelor-masterstructuur (bama) en volgt na de academische bacheloropleiding of een academische pre-master (verkort bachelorprogramma).
Om een masteropleiding succesvol te voltooien is het maken en presenteren van een eindwerk, ook wel de masterproef genoemd, een essentieel onderdeel. Het behalen van deze academische graad wordt beschouwd als de afronding van een complete studie met als bedoeling dat men vervolgens uitstroomt naar de arbeidsmarkt. Alle door de NVAO goedgekeurde mastergraden (zowel universitaire als hbo-masters) bieden een wettelijk recht tot een wetenschappelijke promotie. Een minderheid verricht nog dit promotie-onderzoek als promovendus om zo hun doctoraat te behalen. De meeste afgestudeerden beginnen echter aan een niet-academische carrière, bijvoorbeeld in het bedrijfsleven, al dan niet na het volgen van een bijkomend specialisatiejaar (een master-na-master of "manama" genoemd in België, in Nederland bekend als een 'advanced master of tweede master).
In het buitenland wordt iemand die de masterfase volgt ook wel aangeduid met de term graduate student (VS en Canada) of postgraduate student (Verenigd Koninkrijk).

### Accreditatie
Alle Nederlandse en Vlaamse opleidingen dienen geaccrediteerd te zijn door de daarvoor wettelijk verantwoordelijke instantie, de Nederlands-Vlaamse Accreditatieorganisatie (NVAO).
Nederlandse masteropleidingen die geaccrediteerd en erkend zijn, staan geregistreerd in het Centraal Register Opleidingen Hoger Onderwijs (CROHO) van de Dienst Uitvoering Onderwijs (DUO). Op een paar uitzonderingen na (initiële hoger beroepsonderwijs (hbo)-masters) mogen (in Nederland) alleen universiteiten de masteropleidingen aanbieden.
Sommige hogescholen in Nederland bieden echter (tegen deze regel in) toch (postinitiële) masteropleidingen aan via de zogenaamde 'U-bocht'-constructie. Daarbij is de betrokken hogeschool franchisenemer van een — meestal Engelse — universiteit en volgt de student in feite een buitenlands programma in Nederland. Deze zijn dus niet erkend als Nederlandse masteropleiding en staan daarom niet geregistreerd. Daarnaast zijn er samenwerkingsverbanden ontstaan tussen Nederlandse universiteiten en hogescholen, wat ertoe leidt dat bepaalde cursussen door zowel hbo- als universitaire masters kunnen worden gevolgd. Op die manier vervaagt het onderscheid tussen beide typen opleidingen in de praktijk steeds verder. De hbo-masteropleidingen (ook wel Professional masteropleidingen genoemd) dienen te voldoen aan dezelfde niveau- en kwaliteitseisen als de wo-masteropleidingen, zoals deze zijn geformuleerd in het beoordelingskader en de Dublin-descriptoren (NVAO, 2003).
In Vlaanderen moeten alle masteropleidingen van academisch niveau zijn. Naast de universiteiten kunnen ook de hogescholen masteropleidingen aanbieden op voorwaarde dat de betrokken hogeschool een associatie vormt met een universiteit. De mastergraden vervangen de vroegere licenciaten. Daarnaast blijven de titels, zoals de titel arts, architect en ingenieur bestaan. Alleen de masteropleidingen die voorkomen in het hogeronderwijsregister (zie ook externe links) worden erkend door de Vlaamse overheid en mogen de graad van master afleveren.

## Mastervarianten (Nederland)
In Nederland bestaan verschillende varianten van de master, die als volgt kunnen worden onderverdeeld:

### Initiële universitaire master
Dit zijn de (reguliere) wetenschappelijk georiënteerde opleidingen aan universiteiten. Ze sluiten aan op de universitaire bachelor en worden in het algemeen gesubsidieerd door de overheid. Bij zogenaamde aangewezen universiteiten zoals Nyenrode en TIAS subsidieert de overheid de initiële masters niet. Bij initiële masters worden de toevoegingen Laws, Arts en Science gebruikt die volgens de wet zijn voorbehouden aan universiteiten:
| Afkorting | Graad             | Omschrijving                                                 |
| --------- | ----------------- | ------------------------------------------------------------ |
| LLM       | Master of Laws    | Voor afgeronde rechtenstudies aan een universiteit.          |
| MA        | Master of Arts    | Voor studies in de geesteswetenschappen.                     |
| MSc       | Master of Science | Voor studies in toegepaste, exacte of sociale wetenschappen. |

### Initiële professionele master
Hbo-instellingen zijn op grond van de Nederlandse wetgeving gemachtigd masteropleidingen aan te bieden, echter alleen als zij geaccrediteerd zijn door de NVAO. Het Ministerie van Onderwijs, Cultuur en Wetenschap subsidieert slechts een beperkt aantal van deze erkende masteropleidingen aan het hbo vanwege het maatschappelijk belang van deze studies.
| Afkorting  | Graad                                          | Omschrijving                                                                                 |
| ---------- | ---------------------------------------------- | -------------------------------------------------------------------------------------------- |
| MAHIP      | Master of Advanced Health Informatics Practice | Voor opleiding tot Advanced Health Informatics Practitioner (AHIP).                          |
| MANP       | Master in Advanced Nursing Practice            | Voor opleiding tot Nurse practitioner (1999-2009) of verpleegkundig specialist (sinds 2009). |
| MArch      | Master of Architecture                         | Voor opleiding tot architect (tot 2017).                                                     |
| MCI        | Master of Criminal Investigation               | Voor opleiding tot recherchekundige.                                                         |
| MLA        | Master of Landscape Architecture               | Voor opleiding tot landschapsarchitect.                                                      |
| MLI        | Master of education                            | Opleidingen voor leraren die de rol van Teacher Leader willen vervullen binnen hun school.   |
| MM of MMus | Master of Music                                | Voor opleiding tot musicus.                                                                  |
| MPA        | Master of Physician Assistant                  | Voor opleiding tot Physician assistant (PA).                                                 |
| MUD        | Master of Urban Design                         | Voor opleiding tot stedenbouwkundige.                                                        |

### Onderzoeksmaster
De onderzoeksmaster (of researchmaster) bereidt studenten vooral voor op een loopbaan als wetenschappelijk onderzoeker en vormt de aanzet tot een promotietraject. Hij is 2 jaar in plaats van 1 jaar en wordt gegeven door de 'graduate schools' van universiteiten:
| Afkorting           | Graad                         | Omschrijving                                                                         |
| ------------------- | ----------------------------- | ------------------------------------------------------------------------------------ |
| MPhil (niet erkend) | Master of Philosophy          | Postinitiële researchmaster aan de universiteit, specifiek voorbereidend op een PhD. |
| MARes of MA (Res)   | Master of Arts by Research    | Initiële researchmaster aan de universiteit.                                         |
| MScRes of MSc (Res) | Master of Science by Research | Initiële researchmaster aan de universiteit.                                         |

### Educatieve master
Educatieve masteropleidingen zijn door hbo-instellingen of universiteiten gegeven opleidingen specifiek op het gebied van educatie en communicatie:
| Afkorting       | Graad                                                                                                | Omschrijving |
| --------------- | --- | --- |
| MEd             | Master of Education                                                                                  | Voor opleiding tot leraar (1ste graad) of voor een pedagogische master Voor opleiding leraren die Teacher Leader willen worden binnen hun school (zie hieronder bij MLI) |
| MLI             | Master of Learning and Innovation, sinds 2016 voeren alle MLI opleidingen de titel MEd.              | Doelgroep is leraren die worden opgeleid tot Teacher Leader en leren hoe zij samen met collega's hun onderwijspraktijk kunnen innoveren.                                 |
| MEN             | Master Educational Needs                                                                             | Dit is een verdieping op de initiële lerarenopleiding ten beboeve van het speciaal onderwijs of passend onderwijs.                                                       |
| MLE, MEL of MEM | Master in Leadership in Education, Master Educational Leadership of Master of Educational Management | Dit is een verdiepende opleiding voor ervaren schoolleiders en aanstaand directeuren.                                                                                    |

Sommige universitaire instellingen kennen aan afgestudeerden van educatieve masters alleen de universitaire graden MA (Ed) of MSc (Ed) toe.

### Postinitiële master
De postinitiële masterprogramma's zijn veelal beroepsgerichte opleidingen die primair gericht zijn op mensen die over de nodige werkervaring in de beroepspraktijk beschikken. Deze zogenaamde 'niet-bekostigde' masterprogramma’s worden niet gesubsidieerd door de Nederlandse overheid; het collegegeld wijkt daardoor af. Studenten kunnen wel een aanspraak maken op studiefinanciering (van de DUO), indien zij hun rechten niet verbruikt hebben en de opleiding geregistreerd is bij CROHO. Voor toelating tot zo'n master is niet per definitie een (overeenkomende) bacheloropleiding noodzakelijk. Het aantal plaatsen van zo'n opleiding is veelal beperkt en kandidaten worden geselecteerd. Ook deze masters bieden toegang tot een promotietraject. Deze postinitiële masterprogramma's worden zowel door hbo-opleidingen als universiteiten aangeboden.
Wettelijke erkenning van de opleiding door het Ministerie van Onderwijs, Cultuur en Wetenschap, na accreditatie of een positieve toets van de Nederlands- Vlaamse Accreditatie Organisatie (NVAO) is vereist voor het recht om de graad en titel te verlenen en het recht om die titel in de naam te mogen voeren (wetsartikel WHW art.1.12a). Niet-gerechtigde verlening van graden en titels wordt gestraft met geldboete van de eerste categorie (wetsartikel WHW art.15.6). Wetsartikel 6:194 van het Burgerlijk Wetboek bepaalt dat het misleidend adverteren van niet-erkende masteropleidingen onrechtmatig is.
Betreffende postinitiële masteropleidingen mogen instellingen zelf de toevoeging aan de graden bepalen; dit heeft echter wel geleid tot een wildgroei van verschillende soorten mastertitels waarvan sommige algemeen herkenbaar zijn maar anderen weer zeer specifiek zijn (die maar door één universiteit worden verleend).
Hieronder een overzicht van de meer algemeen herkenbare postinitiële masters (en welke geregistreerd staan in het CROHO):
| Afkorting | Graad                                        | Omschrijving |
| --------- | -------------------------------------------- | --- |
| MBA       | Master of Business Administration            | Voor bedrijfskundige of management gerichte opleiding (Gamma-studie) |
| MBI¹      | Master of Business Informatics               | Postinitiële opleiding bedrijfsinformatica. |
| MBI       | Master of ICT & Business Innovation          | Postinitiële opleiding ICT en bedrijfsinnovatie. CROHO 70119 |
| MCC       | Master of corporate communication            | Managementopleiding op het gebied van Corporate Communication. |
| MCC       | Master of Culture and Change                 | Managementopleiding op het gebied van Cultuur- en Verandermanagement. |
| MCPm      | Master of Crisis and Public order Management | Masteropleiding van de Politieacademie en het Nederlands Instituut Publieke Veiligheid (NIPV) op het gebied van crisisbeheersing, rampbestrijding en publieke veiligheid. |
| MFA       | Master of Fine Arts                          | Tweede fase opleiding op het gebied van kunstwetenschappen. |
| MFM       | Master of Facility Management                | Academische opleiding in facility- en vastgoedmanagement. |
| MFP       | Master of Financial Planning                 | Opleiding in financieel planning voor bank-, effecten- en verzekeringswezen.                                                                                              |
| MHA       | Master of Health Administration              | Managementopleiding op het gebied van de gezondheidszorg. |
| MHM       | Masters in Hospitality Management            | Opleiding in hotelmanagement. |
| MiF       | Masters in Finance                           | Opleiding in de financiële discipline. |
| MIM       | Master of Information Management             | Managementopleiding specifiek op het gebied van de ICT. |
| MMC       | Master in Management Consultancy             | Managementopleiding specifiek op het gebied van Management Consultancy (VU Amsterdam PGO-MC, Executive Master Management Consulting)                                      |
| MMM       | Master of Marketing Management               | Managementopleiding op het gebied van marketing. |
| MM        | Master of Marketing                          | Managementopleiding op het gebied van marketing. |
| MRE       | Master of Real Estate                        | Opleiding in vastgoedmanagement. |
| MTh       | Master of Theology                           | Opleiding in de Theologie. |
| MRM       | Master in Risk Management                    | Opleiding in Risicomanagement, economisch (zie CROHO; Haagse Hogeschool).                                                                                                 |
| MSM       | Master in Strategic Management               | Opleiding in strategisch management. |
| EMAS      | Executive Master of Actuarial Science        | Opleiding tot Actuaris van Actuariële Genootschap (AAG) van de Koninklijke Actuariële Genootschap, een verzekeringswiskundige                                             |

¹ MBI: niet te verwarren met de opleiding "Master Business Informatics", die resulteert in de titel MSc.

### Master na master
Sommige masteropleidingen eisen als toelating specifiek het bezit van een masterdiploma, met een nader bepaalde kwalificatie (master na master). Verder vertonen ze grote overeenkomsten met de postinitiële masters in de zin dat voor toelating tot zo'n opleiding personen getoetst en geselecteerd worden op geschiktheid en de bekwaamheid. In het buitenland zijn dit soort opleidingen zeer normaal en ook in Nederland en Vlaanderen zijn ze sterk in opkomst. Deze opleidingen zijn ook wel te vergelijken met de vroegere postdoctorale opleidingen (Nederland) of postgraduaatopleidingen (Vlaanderen).
| Afkorting | Graad                                                | Omschrijving                                                                     |
| --------- | ---------------------------------------------------- | -------------------------------------------------------------------------------- |
| MBiotech  | Master of Biotechnology                              | Postdoctorale opleiding voor functies in de farmaceutische of biotech industrie. |
| EMA       | Executive Master of Accountancy                      | Opleiding tot Registeraccountant (RA).                                           |
| EMFC      | Executive Master of Finance and Control              | Opleiding tot Registercontroller (RC).                                           |
| MFSME     | Master of Finance Small and Medium Sized Enterprises | Financiële opleiding gericht op het midden- en kleinbedrijf.                     |
| MITM      | Master of IT Management                              | Postdoctorale opleiding voor IT Managers over Business & IT alignment.           |
| MPA       | Master of Public Administration                      | Bestuurskundige opleiding specifiek gericht op de publieke sector.               |
| MPFP      | Master of Personal Financial Planning                | Opleiding op het gebied van financiële planning.                                 |
| MPH       | Master of Public Health                              | Beleids- en managementopleiding op het gebied van de openbare gezondheid.        |
| MPM       | Master of Public Management                          | Bestuurskundige opleiding gericht op publieke sector.                            |
| MTD       | Master of Technological Design                       | Postdoctorale opleiding tot (geregistreerd) industrieel ontwerper.               |

## Vergelijkbaarheid met buitenlandse masters
Ofschoon de titulatuur in Nederland en Vlaanderen nu dus gelijk getrokken is met hetgeen internationaal gebruikelijk is, zijn er inhoudelijk nog wel veel verschillen qua kwaliteit, duur of zwaarte van vele studies. Zo zijn studies in het buitenland (zoals Portugal, Spanje of Italië) soms korter, lichter of kwalitatief minder dan die in Vlaanderen. In enkele West-Europese landen (zoals Duitsland, Denemarken of Zwitserland) zijn de studies daarentegen soms juist zwaarder of langer. Ondanks het feit dat het om dezelfde graad gaat, wordt een Vlaamse master in het buitenland daarom soms anders gewaardeerd dan een master die in het betreffende land zelf behaald is.

## Titulatuur
De wetenschappelijke (universitaire) mastergraden (Master of Science, MSc, Master of Arts, MA en Master of Laws, LLM) zijn vergelijkbaar met de Nederlandse titels ingenieur (ir.), doctorandus (drs.) of meester in de rechten (mr.) en de oude Belgische titels als licentiaat (lic.), arts, architect of apotheker. In tegenstelling tot deze titulatuur die in Nederland en Vlaanderen eveneens wordt toegepast voor universitaire opleidingen, wordt de mastergraad internationaal (h)erkend.
Naar Nederlands recht (art. 435 Wetboek van Strafrecht en art. 454 Wetboek van Strafrecht BES) is het strafbaar een van de hiervoor genoemde Nederlandse titels te voeren zonder daartoe gerechtigd te zijn. Het in de eigen naam tot uitdrukking brengen van de mastergraad zonder daartoe gerechtigd te zijn, is niet strafbaar gesteld.

## Trivia
In Engeland is Master vanouds ook de aanspreekvorm voor een jongen in de basisschoolleeftijd. Vooral bij het adresseren van brieven wordt dit nog gebruikt. De oudste zoon werd aangesproken met Master en achternaam, de andere zoons met Master en voornaam. In het begin van de 19e eeuw was Master de aanspreekvorm voor iedereen, het tegenwoordige Mister (Mr) werd toen nog niet gebruikt.

## Voetnoten
1. ↑  Titulatuur Nederland: "In Nederland heeft het ministerie van Onderwijs, Cultuur en Wetenschap besloten om de Mphil graad niet te erkennen. Daarom verlenen de Nederlandse universiteiten voor deze opleidingen de wettelijk erkende graad Master of Science/ Master of Arts." (gearchiveerd)
2. ↑  Dit gebeurt alleen door het verkrijgen van een master graad binnen een erkende opleiding (wat betreft Nederlandse opleidingen: vermeld binnen de CROHO register).

Bachelor-masterstructuur